# Municipio de Polotitlán
El municipio de Polotitlán es uno de los 125 municipios del Estado de México. Su cabecera es la localidad de Polotitlán de la Ilustración. En el censo de 2020 estaba poblado por 14, 985 habitantes.

## Toponimia
El nombre Polotitlán es un falso topónimo náhuatl. Proviene de la combinación del apellido de la familia Polo, con la palabra náhuatl titlán, que denota un lugar, de forma que su significado puede interpretarse como «Lugar de los Polo». El apelativo «de la ilustración» hace referencia a la Ilustración, movimiento cultural del siglo XVIII.

## Historia
La población fue fundada bajo el nombre de San Antonio del Río en 1774 por José Felipe Polo, quién fungió como su primer alcalde. Durante la Independencia de México sus hijos José Rafael, José Trinidad y Manuel participaron apoyando el bando independentista. En 1852 la ranchería adquiere el rango de pueblo bajo el nombre de San Antonio Polotitlán, en honor a la familia Polo. El 27 de septiembre de 1875 es establecido el municipio de Polotitlán, con cabecera en la localidad homónima. Tres años después, en 1878, su cabecera es renombrada como Polotitlán de la Ilustración.